# Liste der Johannes-Nepomuk-Darstellungen im Bezirk Korneuburg
Der 1729 heiliggesprochene Johannes Nepomuk gilt nach Maria und Josef als der am dritthäufigsten dargestellte Heilige in Österreich. An zahlreichen Standorten gibt es Johannes-Nepomuk-Darstellungen im niederösterreichischen Bezirk Korneuburg.
Erst nach Böhmen, aber noch vor dessen Selig- oder Heiligsprechung, setzte in Niederösterreich jene Verehrung Johannes Nepomuks ein, die sich in Form von Statuen und Bildern dokumentiert. Gemessen an der großen Zahl plastischer und bildhafter Darstellungen ist die Zahl der Johannes Nepomuk geweihten Kirchen im Bezirk Korneuburg allerdings verschwindend gering.

## Standorte
| Foto |                 | Objekt                                                                     | Standort                    | Künstler           | Baujahr | Beschreibung |
| ---- | --------------- | -------------------------------------------------------------------------- | --------------------------- | ------------------ | ------- | --- |
| ja   | Datei hochladen | Statue Johannes Nepomuk HERIS-ID: 23182 Objekt-ID: 19530                   | Bisamberg ·                 |                    |         | In der Hauptstraße von Bisamberg befindet sich eine mit 1734 datierte Johannes-Nepomuk-Kapelle. In deren Rundbogennische steht eine Statue Johannes Nepomuks. Laut einer Informationstafel wurde die Statue von Franz X. Anton von Rappau und seiner Gattin Franziska Susanne, den damaligen Hausbesitzern, gestiftet. |
| ja   | Datei hochladen | Statue Johannes Nepomuk HERIS-ID: 23194 Objekt-ID: 19542                   | Enzersfeld im Weinviertel · |                    |         | Am Anger von Enzersdorf im Weinviertel an der Manhartsbrunner Straße steht eine Johannes-Nepomuk-Kapelle mit einer Statue des Heiligen. |
|      | Datei hochladen | Statue Johannes Nepomuk                                                    | Ernstbrunn                  |                    |         | Auf dem rechten Seitenaltar der Pfarrkirche von Ernstbrunn befindet sich ein nach 1756 entstandenes Gemälde der Apotheose des Johannes Nepomuk. |
| ja   | Datei hochladen | Statue Johannes Nepomuk HERIS-ID: 22724 Objekt-ID: 19063                   | Ernstbrunn ·                |                    |         | In der Huttergasse von Ernstbrunn steht eine aus dem zweiten oder dritten Viertel des 18. Jahrhunderts stammende Statue Johannes Nepomuks. |
| ja   | Datei hochladen | Statue Johannes Nepomuk HERIS-ID: 4432 Objekt-ID: 276                      | Ernstbrunn ·                |                    | 1735    | In der Bründlgasse von Ernstbrunn steht bei der Bründlkapelle eine Statue Johannes Nepomuks aus dem Jahr 1735. |
| ja   | Datei hochladen | Statue Johannes Nepomuk HERIS-ID: 4965 Objekt-ID: 824                      | Gaisruck ·                  |                    | 1873    | Auf dem Altar der Ortskapelle von Gaisruck befindet sich eine um 1873 entstandene Statue Johannes Nepomuks als Seitenfigur. |
|      | Datei hochladen | Statue Johannes Nepomuk                                                    | Gebmanns                    |                    |         | In Gebmanns steht eine dem heiligen Johannes Nepomuk geweihte Ortskapelle aus dem zweiten Viertel des 20. Jahrhunderts. |
| ja   | Datei hochladen | Statue Johannes Nepomuk HERIS-ID: 8287 Objekt-ID: 4237                     | Gerasdorf bei Wien ·        |                    |         | Vor der Pfarrkirche von Gerasdorf steht eine aus der zweiten Hälfte des 18. Jahrhunderts stammende Statue Johannes Nepomuks. |
|      | Datei hochladen | Statue Johannes Nepomuk                                                    | Großmugl                    |                    |         | In der Pfarrkirche von Großmugl befindet sich eine geschnitzte Figur Johannes Nepomuks aus dem dritten Viertel des 18. Jahrhunderts. |
| ja   | Datei hochladen | Statue Johannes Nepomuk HERIS-ID: 24396 Objekt-ID: 20784                   | Großmugl ·                  |                    |         | Bei der Muglerbachbrücke in Großmugl befindet sich eine auf einer Wolke kniende Statue Johannes Nepomuks aus dem zweiten oder dritten Viertel des 18. Jahrhunderts. Die 1820 aus Korneuburg hierher versetzte Statue trägt zusätzlich drei Reliefs.                                                                    |
|      | Datei hochladen | Statue Johannes Nepomuk                                                    | Großrußbach                 |                    | 1908    | Auf dem rechten Seitenaltar der Pfarrkirche von Großrussbach steht eine Statue Johannes Nepomuks aus dem Jahr 1908. |
| ja   | Datei hochladen | Statue Johannes Nepomuk HERIS-ID: 5016 Objekt-ID: 876 marterl.at: 10021    | Großrußbach ·               |                    |         | An der Hofmauer von Schloss Großrussbach steht ein Bildstock mit einer Statue Johannes Nepomuks aus der Mitte des 18. Jahrhunderts. |
| ja   | Datei hochladen | Statue Johannes Nepomuk HERIS-ID: 21188 Objekt-ID: 17504                   | Seebarn ·                   |                    |         | Johannes-Nepomuk-Statue auf einem Sockel. Errichtet 1709. |
|      | Datei hochladen | Statue Johannes Nepomuk                                                    | Hausleiten                  |                    |         | In der Pfarrkirche von Hausleiten befindet sich eine Statuette Johannes Nepomuks aus dem dritten Viertel des 18. Jahrhunderts. |
| ja   | Datei hochladen | Statue Johannes Nepomuk HERIS-ID: 4998 Objekt-ID: 857                      | Hausleiten ·                |                    |         | In Hausleiten steht eine Statue Johannes Nepomuks aus dem zweiten Viertel des 18. Jahrhunderts. |
|      | Datei hochladen | Statue Johannes Nepomuk                                                    | Höbersdorf                  |                    |         | In der Pfarrkirche von Höbersdorf befindet sich eine geschnitzte Figur Johannes Nepomuks aus dem zweiten oder dritten Viertel des 18. Jahrhunderts. |
| ja   | Datei hochladen | Statue Johannes Nepomuk HERIS-ID: 5009 Objekt-ID: 869 marterl.at: 9064     | Karnabrunn ·                |                    |         | Bei der Auffahrt zum Schloss Karnabrunn steht eine um 1730 entstandene Johannes-Nepomuk-Statue. |
| ja   | Datei hochladen | Statue Johannes Nepomuk HERIS-ID: 21545 Objekt-ID: 17865 marterl.at: 10170 | Karnabrunn ·                |                    |         | Auf dem Weg zur Pfarrkirche steht eine Johannes-Nepomuk-Statue. |
| ja   | Datei hochladen | Statue Johannes Nepomuk HERIS-ID: 4435 Objekt-ID: 279                      | Klement ·                   |                    |         | In Klement steht eine Statue Johannes Nepomuks aus dem zweiten Viertel des 18. Jahrhunderts. |
| ja   | Datei hochladen | Statue Johannes Nepomuk HERIS-ID: 23201 Objekt-ID: 19549                   | Königsbrunn ·               |                    | 1745    | In der Hagenbrunner Straße befindet sich eine aus dem Jahr 1771 stammende Johannes-Nepomuk-Kapelle mit einer polychromierten Statue des Heiligen aus dem Jahr 1745. |
|      | Datei hochladen | Statue Johannes Nepomuk                                                    | Korneuburg                  |                    |         | Auf dem rechten Seitenaltar der Augustinerklosterkirche von Korneuburg befindet sich auf dem Tabernakelbild eine Darstellung des Leichnams von Johannes Nepomuk aus der Zeit um 1764. |
| ja   | Datei hochladen | Statue Johannes Nepomuk                                                    | Korneuburg ·                |                    |         | Zwischen der Wiener Straße und der Schubertstraße in Korneuburg steht eine aus „Mariazeller Grauguss“ gefertigte Statue Johannes Nepomuks. Eingeweiht wurde die Metallstatue am 11. Mai 1829. Die aus Stein gearbeitete Statue des Heiligen befindet sich jetzt in Großmugl.                                           |
|      | Datei hochladen | Statue Johannes Nepomuk                                                    | Langenzersdorf              |                    |         | Am Triumphbogen der Pfarrkirche von Langenzersdorf befinden sich Darstellungen der Heiligen Sebastian und Johannes Nepomuk aus der Mitte des 18. Jahrhunderts als Konsolstatuen. |
| ja   | Datei hochladen | Statue Johannes Nepomuk HERIS-ID: 26339 Objekt-ID: 22810                   | Langenzersdorf ·            |                    |         | In der Wiener Straße von Langenzersdorf steht auf einem dreiseitigen Volutensockel eine mit 1766 datierte Statue Johannes Nepomuks |
| ja   | Datei hochladen | Statue Johannes Nepomuk HERIS-ID: 26350 Objekt-ID: 22821                   | Leitzersdorf ·              |                    | 1763    | Auf dem Anger von Leitzersdorf befindet sich eine Johannes-Nepomuk-Kapelle mit einer Statue des Heiligen mit einem Relief des Brückensturzes aus dem Jahr 1763. |
| ja   | Datei hochladen | Statue Johannes Nepomuk HERIS-ID: 23205 Objekt-ID: 19553                   | Maisbirbaum ·               |                    | 1762    | Im Ortszentrum von Maisbirbaum steht eine Statue Johannes Nepomuks aus dem Jahr 1762. |
|      | Datei hochladen | Statue Johannes Nepomuk                                                    | Merkersdorf                 |                    |         | Auf dem rechten Seitenaltar der Pfarrkirche von Merkersdorf befindet sich ein Medaillonbild Johannes Nepomuks. |
| ja   | Datei hochladen | Statue Johannes Nepomuk HERIS-ID: 4429 Objekt-ID: 273                      | Naglern ·                   |                    |         | Am Angerbach in Naglern steht eine Statue Johannes Nepomuks aus dem 18. Jahrhundert. |
| ja   | Datei hochladen | Statue Johannes Nepomuk HERIS-ID: 25981 Objekt-ID: 22433                   | Niederfellabrunn ·          |                    |         | Im Westteil von Niederfellabrunn befindet sich gegenüber dem Kriegerdenkmal bei einer kleinen Brücke eine auf Wolken kniende Statue Johannes Nepomuks mit einem Engel, die mit 1731 datiert ist. |
|      | Datei hochladen | Altargemälde Johannes Nepomuk                                              | Niederhollabrunn            |                    | 1726    | Auf dem rechten Seitenaltar der Pfarrkirche von Niederhollabrunn befindet sich eine Darstellung des Martyriums des Johannes Nepomuks als Altargemälde aus dem Jahr 1726. |
|      | Datei hochladen | Statue Johannes Nepomuk                                                    | Oberhautzental              |                    |         | In der Pfarr- und Wallfahrtskirche von Oberhautzental befindet sich eine geschnitzte Figur Johannes Nepomuks aus dem zweiten oder dritten Viertel des 18. Jahrhunderts. |
| ja   | Datei hochladen | Statue Johannes Nepomuk HERIS-ID: 5145 Objekt-ID: 1007                     | Obermallebarn ·             |                    | 1866    | Im Zentrum von Obermallebarn steht eine Statue Johannes Nepomuks aus dem Jahr 1866. |
| ja   | Datei hochladen | ehem. Kirche Johannes Nepomuk                                              | Oberrohrbach ·              |                    | 1964    | Die 1964 errichtete Notkirche – die bis zur Errichtung der Filialkirche „Vom Erbarmen Gottes“ 2008 bestand – war dem hl. Johannes Nepomuk geweiht. |
| ja   | Datei hochladen | Statue Johannes Nepomuk HERIS-ID: 26363 Objekt-ID: 22834                   | Oberrohrbach ·              |                    |         | Im südlichen Ortsteil von Oberrohrbach steht eine Statue Johannes Nepomuks aus dem zweiten oder dritten Viertel des 18. Jahrhunderts. |
| ja   | Datei hochladen | Statue Johannes Nepomuk                                                    | Oberrußbach ·               | Sebastian Gärtner  | 1736    | Beim Aufgang zur Kirche von Oberrußbach steht eine 1736 von Sebastian Gärtner geschaffene Statue Johannes Nepomuks. |
|      | Datei hochladen | Statue Johannes Nepomuk                                                    | Pettendorf                  |                    |         | In der Kirche von Pettendorf befindet sich eine Statue Johannes Nepomuks aus dem zweiten oder dritten Viertel des 18. Jahrhunderts. |
| ja   | Datei hochladen | Statue Johannes Nepomuk HERIS-ID: 5027 Objekt-ID: 887                      | Rückersdorf ·               |                    |         | In der Kirchengasse von Rückersdorf steht eine Statue Johannes Nepomuks aus der Zeit um 1730. |
| ja   | Datei hochladen | Statue Johannes Nepomuk HERIS-ID: 4977 Objekt-ID: 836                      | Schmida ·                   |                    | 1728    | Beim östlichen und westlichen Ortsende von Schmida stehen Statuen der heiligen Felix von Cantalice und Johannes Nepomuk aus dem Jahr 1728. |
|      | Datei hochladen | Statue Johannes Nepomuk                                                    | Sierndorf                   |                    |         | In der Schlosskapelle und Pfarrkirche von Sierndorf befindet sich eine aus Holz geschnitzte Statue Johannes Nepomuks aus dem zweiten oder dritten Viertel des 18. Jahrhunderts. |
| ja   | Datei hochladen | Statue Johannes Nepomuk HERIS-ID: 5116 Objekt-ID: 978                      | Sierndorf ·                 |                    |         | Im nordöstlichen Teil von Sierndorf steht eine Statue Johannes Nepomuks aus dem zweiten Viertel des 18. Jahrhunderts. |
| ja   | Datei hochladen | Statue Johannes Nepomuk HERIS-ID: 23211 Objekt-ID: 19559                   | Simonsfeld ·                |                    |         | Auf dem Schalldeckel der Kanzel der Pfarrkirche von Simonsfeld befindet sich eine aus Holz geschnitzte Figur Johannes Nepomuks aus dem 18. Jahrhundert. |
| ja   | Datei hochladen | Statue Johannes Nepomuk                                                    | Simonsfeld ·                |                    |         | Im Ortszentrum von Simonsfeld steht eine Johannes-Nepomuk-Kapelle aus dem 19. Jahrhundert mit einer Statue des Heiligen aus dem zweiten oder dritten Viertel des 18. Jahrhunderts. |
| ja   | Datei hochladen | Statue Johannes Nepomuk HERIS-ID: 13790 Objekt-ID: 10001                   | Steinabrunn ·               |                    | 1730    | Beim Schloss von Steinabrunn steht eine mit 1730 datierte Statue Johannes Nepomuks. |
| ja   | Datei hochladen | Relief Johannes Nepomuk HERIS-ID: 21174 Objekt-ID: 17490                   | Stetteldorf am Wagram ·     |                    |         | Auf der zwischen 1720 und 1730 entstandenen Kanzel der Pfarrkirche von Stetteldorf am Wagram befindet sich ein Relief, das den hl. Johannes Nepomuk bei der Beichte der Königin darstellt. |
| ja   | Datei hochladen | Gemälde Johannes Nepomuk HERIS-ID: 21174 Objekt-ID: 17490                  | Stetteldorf am Wagram ·     |                    |         | Auf dem Altarblatt des zweiten Wandaltares rechts in der Pfarrkirche von Stetteldorf am Wagram ist das Martyrium des hl. Johannes Nepomuk darstellt. |
| ja   | Datei hochladen | Statue Johannes Nepomuk HERIS-ID: 21169 Objekt-ID: 17485                   | Stetteldorf am Wagram ·     |                    | 1728    | Im östlichen Ortsgebiet von Stetteldorf am Wagram steht eine Statue Johannes Nepomuks aus dem Jahr 1728. |
| ja   | Datei hochladen | Johannes Johannes Nepomuk HERIS-ID: 21184 Objekt-ID: 17500                 | Stetten ·                   |                    |         | Bei der Kreuzung Seebarnerstraße / Wienerstraße in Stetten steht eine Johannes Nepomuk-Kapelle mit einer Statue des Heiligen mit Putten. |
| ja   | Datei hochladen | Statue Johannes Nepomuk                                                    | Stockerau ·                 |                    |         | In der Dr. Viktor Adler-Straße in Stockerau steht eine Johannes-Nepomuk-Kapelle mit einer Statue des Heiligen aus dem Ende des 18. Jahrhunderts. |
| ja   | Datei hochladen | Statue Johannes Nepomuk HERIS-ID: 13071 Objekt-ID: 9238                    | Stockerau ·                 |                    | 1723    | In einer Parkanlage in der Josef-Wolfik-Straße in Stockerau steht eine Statue Johannes Nepomuks aus dem Jahr 1723. |
| ja   | Datei hochladen | Statue Johannes Nepomuk HERIS-ID: 21553 Objekt-ID: 17873                   | Stockerau ·                 | Bernhard Schilcher | 1764    | Bei einem Haus In der Au in Stockerau steht eine Statue Johannes Nepomuks aus dem Jahr 1764, die Bernhard Schilcher zugeschrieben wird. |
| ja   | Datei hochladen | Statue Johannes Nepomuk HERIS-ID: 13066 Objekt-ID: 9233                    | Stockerau ·                 |                    |         | Bei einer Brücke im Zuge der Horner Straße im Westteil von Stockerau steht eine Statue Johannes Nepomuks. |
| ja   | Datei hochladen | Statue Johannes Nepomuk HERIS-ID: 5102 Objekt-ID: 964                      | Stranzendorf ·              |                    |         | In der Pfarrkirche von Stranzendorf befindet sich eine aus Holz geschnitzte Statue Johannes Nepomuks aus dem 3. Viertel des 18. Jahrhunderts. |
| ja   | Datei hochladen | Filialkirche Johannes Nepomuk                                              | Tresdorf ·                  |                    | 1986    | In Tresdorf steht eine 1986 errichtete Filialkirche, die dem hl. Johannes Nepomuk geweiht ist; sie wurde anstelle einer im 19. oder 20. Jahrhundert erbauten Ortskapelle errichtet. |
| ja   | Datei hochladen | Statue Johannes Nepomuk HERIS-ID: 5034 Objekt-ID: 894                      | Würnitz ·                   |                    |         | Johannes Nepomuk Figur auf quadratischem Sockel, errichtet 1707. |